# Loch Staoisha
Loch Staoisha ist ein See auf der schottischen Hebrideninsel Islay.
Die Whiskybrennerei Bunnahabhain nutzt das Seewasser zur Kühlung ihrer Brennapparate. Der See ist nicht an das Straßennetz der Insel angebunden. Etwa einen Kilometer in östlicher Richtung befindet sich der Nachbarsee Ardnahoe Loch.

## Beschreibung
Der Loch Staoisha liegt in der dünnbesiedelten, hügeligen Region im Nordosten Insel rund zwei Kilometer südwestlich von Bunnahabhain und drei Kilometer nordwestlich des Fährhafens Port Askaig. Rund einen Kilometer östlich befinden sich die Seen Ardnahoe Loch und Loch nam Ban, während der lokalhistorisch bedeutende Loch Finlaggan drei Kilometer südwestlich gelegen ist. Der Loch Staoisha ist nicht durch Straßen erschlossen. Die in Port Askaig endende A846 verläuft rund 2,5 Kilometer südlich.
Verschiedene kleine Bäche speisen den See. Dieser weist eine Fläche von 14 Hektar und eine mittlere Tiefe von 4,9 Metern auf, woraus sich ein Umfang von zwei Kilometern und ein Volumen von rund 0,71 Mio. Kubikmetern ergeben. Sein 975 Hektar bedeckendes Einzugsgebiet erstreckt sich vornehmlich nach Westen. Es umfasst im Wesentlichen Moor- (38 %), Wald- (31 %) und Heideland (21 %), während Grundwasser rund 2 % des Zuflusses ausmacht. Einziger Abfluss ist der kleine Bach Abhainn Araig, der vom Nordufer abfließt und sich nahe Bunnahabhain in den Islay-Sund ergießt.

## Insel
In etwa 60 Meter Entfernung zum Westufer befindet sich eine kleine, runde Insel. Bei dieser handelt es sich vermutlich um einen Crannóg. Sie ist wahrscheinlich künstlich und weist einen Durchmesser von 24 m am Seegrund und von 14,3 m an der Oberfläche auf. Die Flanken bestehen aus grobem Steinmaterial, dass sich steil ansteigend scharf vom Seegrund abhebt. Die heute bewaldete Insel erhebt sich bis auf 2,60 m über die Wasseroberfläche. Mittig befinden sich die heute noch etwa 30 cm hoch erhaltenen Grundmauern eines pentagonalen Gebäudes. Es existiert kein Damm zwischen Insel und Seeufer.